# 臺中市大里區塗城國民小學
臺中市大里區塗城國民小學，簡稱塗城國小。現任校長：黃富揚。
創立於大正8年（1919年）為塗城日語講習所，後改為大里公學校塗城分教場。昭和4年（1940年）獨立為塗城公學校，翌年更名為塗城國民學校。1945年改稱為「台中縣大里鄉塗城國民學校」，阮得和接任為第一任校長。民國57年（1968年）實施九年國民義務教育後，改稱為臺中縣大里鄉塗城國民小學。民國82年（1993年）11月1日，大里鄉升格為縣轄市後，改稱臺中縣大里市塗城國民小學。民國99年（2010年）12月25日，臺中市及臺中縣合併升格為直轄市後，改稱臺中市大里區塗城國民小學。民國108年（2019年）邁入創校100週年。

## 歷任校長
日治時期
- 首 任 校長：今戶千年（1940）
- 第2任校長：河崎籐一（1941）
- 第3任校長：篠川賢安（1942-1944）

光復後
- 第1任：阮得和（1945.8～1946.8）
- 第2任：林瑞謙（1946.8～1947.3）
- 第3任：廖天榜（1947.3～1948.11）
- 第4任：廖德卿（1948.11～1965.1）
- 第5任：林　蒲（1965.8～1973.8）
- 第6任：黃秋平  (1973.8～1986.8)
- 第7任：陳捷三（1986.8～1995.8）
- 第8任：黃秋平（1995.8～1996.6）
- 第9任：陳朝明（1996.9～1998.7）
- 第10任：張耀明（1998.9～2010.7）
- 第11任：張永志（2010.8～2018.7）
- 第12任：劉淑秋（2018.8～2025.7）
- 第13任：黃富揚（2025.8～至今）

## 獲獎榮耀
- 榮獲教育部全國品德教育特色學校
- 榮獲教育部全國環境教育百大學校
- 榮獲全國推動能源教育績優單位傑出首獎
- 榮獲教育部全國閱讀教育磐石獎
- 榮獲經濟部全國節約用水績優單位
- 榮獲羅慧夫兒童文學全國『金』獎
- 榮獲佛光山全國徵文徵畫競賽團體首獎
- 榮獲臺中市低碳城市卓越貢獻獎
- 榮獲臺中市推動閱讀績優學校磐石獎
- 榮獲臺中市第一屆低碳學校認證金牌獎
- 榮獲臺中市品德教育認證學校
- 榮獲臺中市友善校園評鑑甲組優等
- 榮獲臺中市家庭教育巡迴訪視評鑑特優
- 榮獲臺中市健康促進績優學校
- 榮獲臺中市書包減重評比第一名
- 榮獲臺中市學生家長會評比特優
- 榮獲臺中市校園資源回收評比第一名
- 榮獲臺中市教育志工評鑑特優
- 榮獲臺中市校務評鑑亮點學校
- 榮獲臺中市校務評鑑行政管理特優
- 榮獲臺中市校務評鑑環境營造特優
- 榮獲臺中市校務評鑑學生學習優等
- 榮獲臺中市校務評鑑教師教學優等
- 榮獲臺中市校務評鑑課程發展優等
- 榮獲臺中市補救教學評鑑特優
- 榮獲臺中市教育行銷評比第一名
- 榮獲星雲大師教育基金全國三好校園實踐學校

## 外部連結
- 塗城國小
- 臺中市政府教育局 （页面存档备份，存于）